# Jan Kazimierz Dobrski
Jan Kazimierz Dobrski (Dobski) herbu Jastrzębiec – wicewojewoda chełmiński w latach 1706-1714, wicewojewoda pomorski w latach 1701-1702, pisarz grodzki chełmiński w latach 1689-1690, chorąży michałowski w latach 1696-1714.
Poseł sejmiku kowalewskiego na sejm koronacyjny 1676 roku, sejm 1678/1679 roku, sejm 1681 roku, sejm 1683 roku, sejm 1685 roku, poseł sejmiku świeckiego na sejm 1677 roku. Poseł sejmiku województwa chełmińskiego na sejm konwokacyjny 1696 roku.